# Crkva Kristova uskrsnuća u Sankt-Peterburgu
Crkva Kristova uskrsnuća u Sankt Peterburgu (ruski: Храм Спаса на Крови) - ruska pravoslavna crkva u Sankt Peterburgu. Jedna je od glavnih znamenosti grada.
Službeni naziv je: "crkva Kristova uskrsnuća". Međutim, postoje i drugi nazivi kao što su: "crkva prolivene Krvi (Kristove)" ili "crkva Spasitelja prolivene Krvi"
Crkva je sagrađena na mjestu, gdje je ubijen ruski car Aleksandar II., 13. ožujka 1881. Nakon njegove smrti, sagradila se ova crkva između 1883. i 1907. U crkvi se nalazi svetište u čast ubijenog cara točno na mjestu ubojstva.
Neposredno nakon Februarske revolucije, crkva je opljačkana i devastirana, jer su boljševici osjećali odbojnost prema svemu vezanom za Carsku Rusiju i kršćanstvo, a ova crkva povezivala je oboje. Tijekom Drugog svjetskog rata, crkva je služila kao skladište hrane. Teško je oštećena tijekom opsade Lenjingrada. Nakon Drugog svjetskog rata, crkva je bila skladište povrća. Godine 1970., započeo je rad na popravku crkve, a 1997., otvorena je kao muzej (Nacionalni povijesni muzej.
Arhitekt ove crkve je Alfred Parland. Strop i zidovi potpuno su pokrivena s ukupno oko 7,500 četvornih metara fino rađenog mozaika, kojeg su dizajnirali poznati umjetnici kao što su: Viktor Vasnjecov i Mihail Nesterov. Crkva podsjeća na Katedralu sv. Vasilija Blaženog u Moskvi.

## Galerija
- Detalj s vanjske strane
- Unutrašnjost crkve
- Unutrašnjost crkve
- Pogled na crkvu iz parka.